# Atletiekclub De Demer
Atletiekclub De Demer (ADD) is een Limburgse atletiekclub aangesloten bij de Vlaamse Atletiekliga (stamnummer 097). Zij heeft 4 verschillende kernen, en wel in Tongeren, Diepenbeek en twee in Kortessem. Haar ledenaantal bedraagt ongeveer 350 atleten met VAL-nummer. ADD is tevens de oudste nog actieve atletiekclub van Limburg.

## Geschiedenis
De vroegere naam was HDD (Hasselt Atletiekclub de Demer), maar na wat bestuurlijke onenigheden verschoof de bestuurlijke hoofdzetel naar Tongeren en werd HDD veranderd in ADD. De rivier de Demer loopt niet alleen door Hasselt en Diepenbeek, maar ontspringt ook in Tongeren, waardoor dit deel van de naam werd behouden. De clubkleur is wit.

## Accommodatie
Een geschikte infrastructuur was de laatste decennia een pijnpunt voor deze atletiekvereniging, maar sinds de realisatie van een volwaardige 400 m tartanpiste met 8 banen op 'De Motten' (Tongers Sportpark) in 2007, heeft de club een goede accommodatie ter beschikking. In Diepenbeek is er een 400 m piste met 6 banen rondom en in Kortessem een 350 m piste met 4 banen rondom.

## Wedstrijden
ADD Tongeren organiseert jaarlijks een veldloop in Sportpark De Motten, die deel uitmaakt van het Limburgs Crosscriterium. Op de piste die in hetzelfde park ligt worden regelmatig pistewedstrijden georganiseerd.

## Bekende (ex-)atleten
- Rik Ceulemans
- Dieter Kersten
- Lotte Scheldeman
- Manuela Soccol
- Mieke Gorissen